# Mainzer Becken

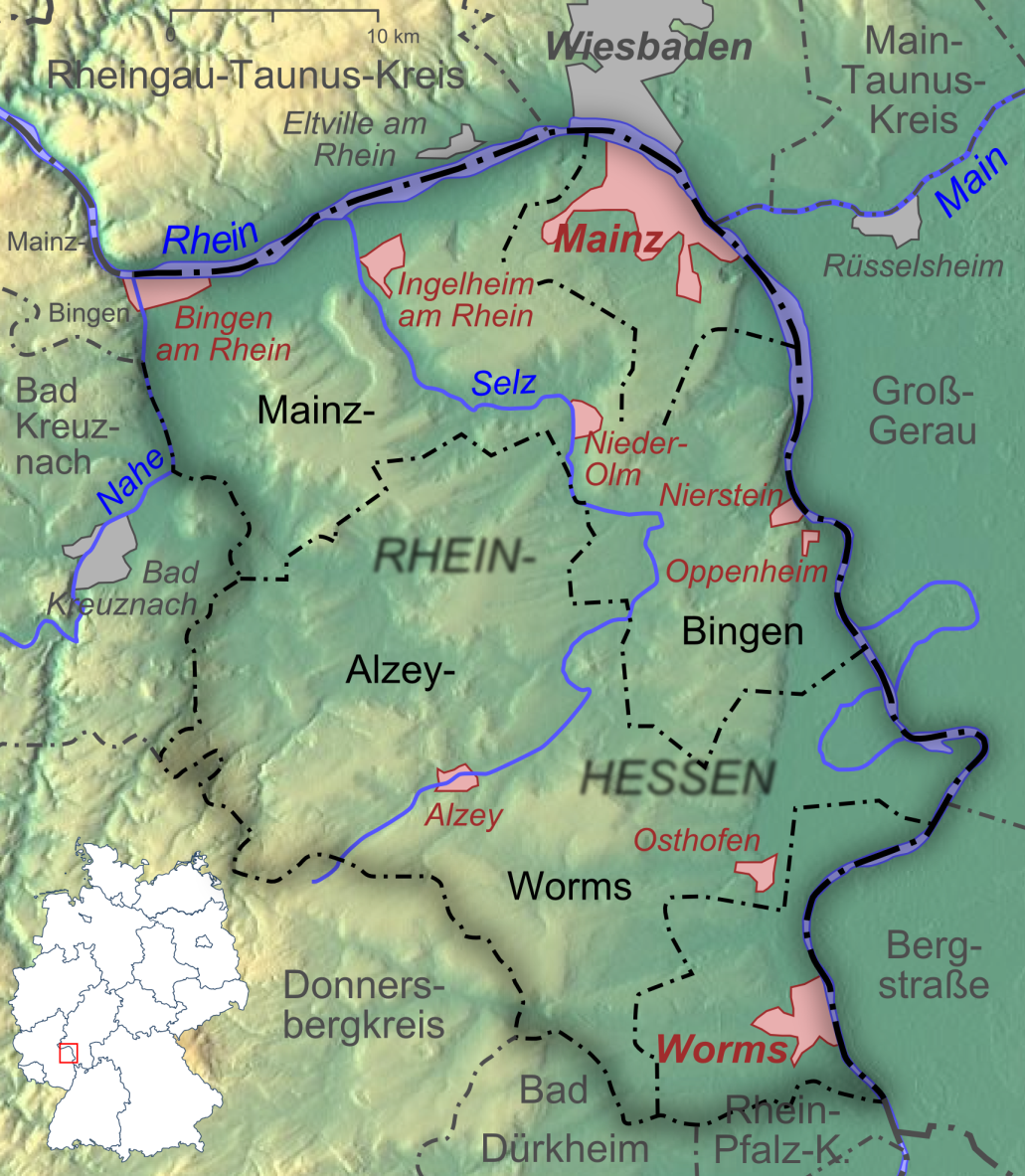
Reliefkarte Rheinhessens. Der weit überwiegende Teil des Mainzer Beckens entfällt auf diese geographische Region.

Das Mainzer Becken ist ein fossiles Sedimentbecken in Rheinhessen, dessen Füllung überwiegend aus flachmarinen Sedimenten des Oligozäns und frühen Miozäns (etwa 34 bis 19 Millionen Jahre vor heute) besteht. Paläogeographisch war das Mainzer Becken in dieser Zeit die Bucht eines Meeresarmes, der im frühen Oligozän kurzzeitig die damals noch deutlich weiter nach Süden reichende Nordsee mit der westlichen Paratethys, einem Nebenmeer der bereits weitgehend geschlossenen westlichen Tethys, verband.

## Lage
Das Mainzer Becken liegt größtenteils im Osten des Bundeslandes Rheinland-Pfalz, links des Rheins, südwestlich des weiten Bogens, den der Fluss bei Mainz beschreibt – der Stadt, die auch Namensgeberin des Beckens ist. Nur der äußerste Norden und Nordwesten erstrecken sich auch rechts des Rheins. Der Grundriss des Beckens entspricht grob einem Dreieck mit den Eckpunkten Bingen, Hofheim am Taunus und Bad Dürkheim. Geographisch bzw. naturräumlich entspricht der linksrheinische Teil des Mainzer Beckens weitgehend dem Rheinhessischen Tafel- und Hügelland.

## Geologischer Rahmen
Die Erdkruste des westlich und südlich des Osteuropäischen Kratons (Baltica) liegenden Teils von Europa ist von einem System vorzugsweise Nord-Süd orientierter känozoischer Grabenbrüche durchzogen (Europäisches Känozoisches Riftsystem), das sich von der Nordsee über das westliche Deutschland und östliche Frankreich nach Süden bis zur Rhonemündung und weiter ins westliche Mittelmeer erstreckt. Dieses Grabensystem entstand infolge tektonischer Zugspannungen, denen die europäische Erdkruste im Verlauf des Känozoikums unterworfen war. In seinem südwestdeutschen Abschnitt (zwischen Frankfurt und Basel) findet es Ausdruck im Oberrheingraben, dessen Einbruch im frühen Tertiär, vor etwa 50 Millionen Jahren im Eozän, begann.
Als eine mögliche Ursache für den Einbruch gilt eine Dehnung der Erdkruste, die als Ausgleich quer zur Kompression erfolgte, welche die mitteleuropäische Kruste aufgrund der Kollision Afrikas mit Europa erfuhr (siehe Alpenentstehung). Die Ausdünnung der Kruste im Zuge der Dehnung äußerte sich durch das Absinken einer langgestreckten Scholle, das heißt durch die Bildung einer Grabenstruktur nördlich der und quer zur orogenen Front der Alpen. Der Betrag der bis heute anhaltenden Absenkung beläuft sich insgesamt auf mehrere Kilometer. In die mehr oder weniger gleichzeitig östlich (Schwarzwald, Odenwald) und westlich (Vogesen, Pfälzerwald) des Oberrheingrabens aufsteigenden Schollen (Grabenschultern) schnitten sich simultan Bäche und Flüsse ein, und die Erosion trug Gesteine mit einer Mächtigkeit von bis zu 2000 m ab, sodass dort heute relativ großflächig variszisch gefaltetes Grundgebirge zutage tritt. Die erodierten Schuttmassen wurden derweil in den Oberrheingraben eingeschüttet und begruben die dort befindlichen mesozoischen Schichten der Süddeutschen Tafel. Entlang der zentralen Achse des Grabens beträgt die Mächtigkeit dieser Sedimente über 3000 m. An einigen der tief in die Kruste hinab reichenden Verwerfungen, entlang derer die tektonischen Bewegungen erfolgten, konnte Magma bis zur Erdoberfläche aufsteigen, was zur Entstehung von Vulkanen führte, so z. B. vor ca. 18 Millionen Jahren (Miozän) im Bereich des Kaiserstuhls. Die anhaltenden Bewegungen der Erdkruste im Oberrheingraben äußern sich auch heute noch in zahlreichen kleineren Erdbeben. Die Absenkungsrate des Oberrheingrabens beträgt heute noch 1 mm pro Jahr, die Hebungsrate der Grabenschultern etwa 0,5 mm pro Jahr.
Das Mainzer Becken ist ein heute nicht mehr aktiv absinkendes westliches Nebenbecken des nördlichen Abschnittes des Oberrheingrabens. Es liegt auf der westlichen Grabenschulter des nördlichen Oberrheingrabens im Kreuzungsbereich des Oberrheingrabens mit der jungpaläozoischen Saar-Nahe-Senke. Das Mainzer Becken erfuhr eine deutlich geringere Absenkung als die eigentliche Grabenregion, sodass die Sedimentfüllung selten mehr als 500 m Mächtigkeit erreicht.
Die Sedimente sind wirtschaftlich von Bedeutung, unter anderem als Rohstoffe für die Bauindustrie (Sande, Kiese, Kalksteine) und Keramikindustrie (Tone) sowie als Grundwasserspeicher.

## Schichtenfolge und paläogeographische Entwicklung

### Grundgebirge

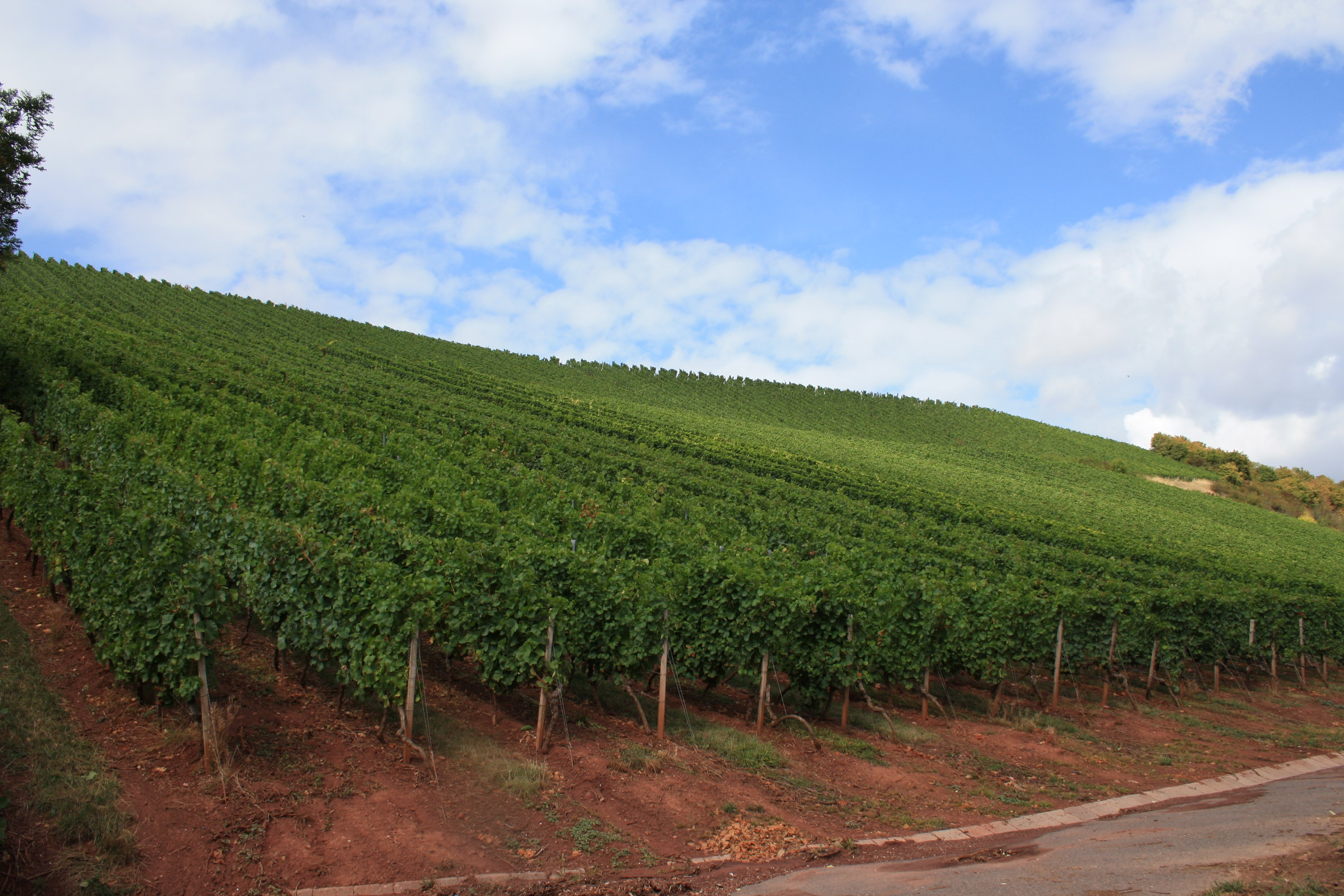
Die roten Böden in den Weinbergen bei Nierstein sind aus permzeitlichen (Oberrotliegend) roten Sand-, Silt- und Tonsteinen hervorgegangen.

Der vortertiäre Untergrund des Mainzer Beckens besteht überwiegend aus permischen (Rotliegend) Rhyolithen und Siliziklastika der Saar-Nahe-Senke, die westlich des Mainzer Beckens zutage treten und sich im Untergrund des nördlichen Oberrheingrabens weiter nach Osten fortsetzen. Der tektonische Bau seines Untergrundes bestimmt auch die interne Gliederung des Mainzer Beckens in einen Nordteil (Rüsselsheimer Teilbecken) und einen Südteil (Eisenberger Teilbecken oder auch Marnheimer Bucht). Die beiden Beckenteile werden vom sogenannten Alzey-Niersteiner-Horst getrennt, der die östliche Fortsetzung des Pfälzer Sattels der Saar-Nahe-Senke ist, der wiederum den östlichsten Abschnitt einer entlang der zentralen Beckenachse verlaufenden Schwelle darstellt (der östliche, auch im nördlichen Oberrheingraben und im Hanauer Becken nachgewiesene Teil dieser Schwelle wird zusammen mit dem Alzey-Niersteiner Horst auch als Pfälzer-Stockstädter Schwelle bezeichnet). Entsprechend ist die Sedimentmächtigkeit im Bereich des Alzey-Niersteiner-Horstes sehr gering, und bei Nierstein treten an den Hängen oberhalb des Rheins Rotliegend-Schichten zutage (Nierstein-Formation). Nach Norden greift das Tertiär des Mainzer Beckens über die Hunsrücksüdrand-Störung hinweg geringfügig auf das gefaltete ältere Paläozoikum des Rheinischen Schiefergebirges (u. a. Bunte Schiefer, Taunusquarzit) über. Ganz im Süden wird es auch von Schichten des Buntsandsteins und des Muschelkalks unterlagert. Das Fehlen von Schichten des jüngeren Mesozoikums und oft auch des älteren Tertiärs deutet darauf hin, dass das Gebiet des Mainzer Beckens zumindest in der ausgehenden Kreidezeit und im frühesten Tertiär Festland war und intensiver Abtragung unterlag.

### Tertiär

#### Prä-Oligozän
Die ältesten känozoischen Sedimente im Mainzer Becken stammen aus dem älteren Eozän (Ypresium) oder möglicherweise zum Teil sogar noch aus dem jüngeren Paläozän (Thanetium) (> 56 Mio. Jahre). Es handelt sich um lokal verbreitete Kiese, Sande und feinkörnigeres Material sowie um dünne Braunkohlen, die durch Fließ- und in Stillgewässern abgelagert wurden. Im Süden des Beckens sind dies die Unreinen Sand- und Tonschichten sowie die Schichten der Eisenberg-Gruppe (Ältere Eisenberger Tonfolge, Eisenberger Grünton/Grüne Mergel/Lymnaeenmergel, Sandige Eisenberger Tonfolge/Sandige Eisenberger Decktone, Eisenberger Klebsand, Ebertsheim-Formation). Die Ältere Eisenberger Tonfolge und die Lymnaeenmergel werden auch mit gleich alten und ähnlich ausgebildeten Ablagerungen im eigentlichen Oberrheingraben zur Haguenau-Gruppe zusammengefasst. Im Norden wird für dieses Intervall nur eine Einheit, der Basiston und Basissand (auch Eozäner Basiston), ausgeschieden, der verschiedenfarbige, überwiegend schluffige und tonige, teils auch gipsführende Sedimente umfasst. Alle diese Gesteine beißen nicht oberflächlich aus, sondern sind nur aus Bohrungen bekannt. Die überwiegend tonigen nördlichen Pendants der teils schon ins frühe Oligozän (Rupelium) gestellten jüngeren Schichten der Eisenberg-Gruppe (d. h. oberhalb der Lymnaeenmergel) werden zusammen mit ähnlich ausgebildeten Ablagerungen im eigentlichen Oberrheingraben zur Pechelbronn-Gruppe zusammengefasst. Hierbei sind die Mittleren Pechelbronner Schichten am mächtigsten und am weitesten verbreitet.

#### Oligozän
| \| \| |
| --- |
| Paläogeographische Karte von Mitteleuropa für das Rupelium mit Kennzeichnung des Mainzer Beckens (roter Kreis). |
| Mainzer Becken · Paläogeographie Mitteleuropas im Oligozän                                                      |

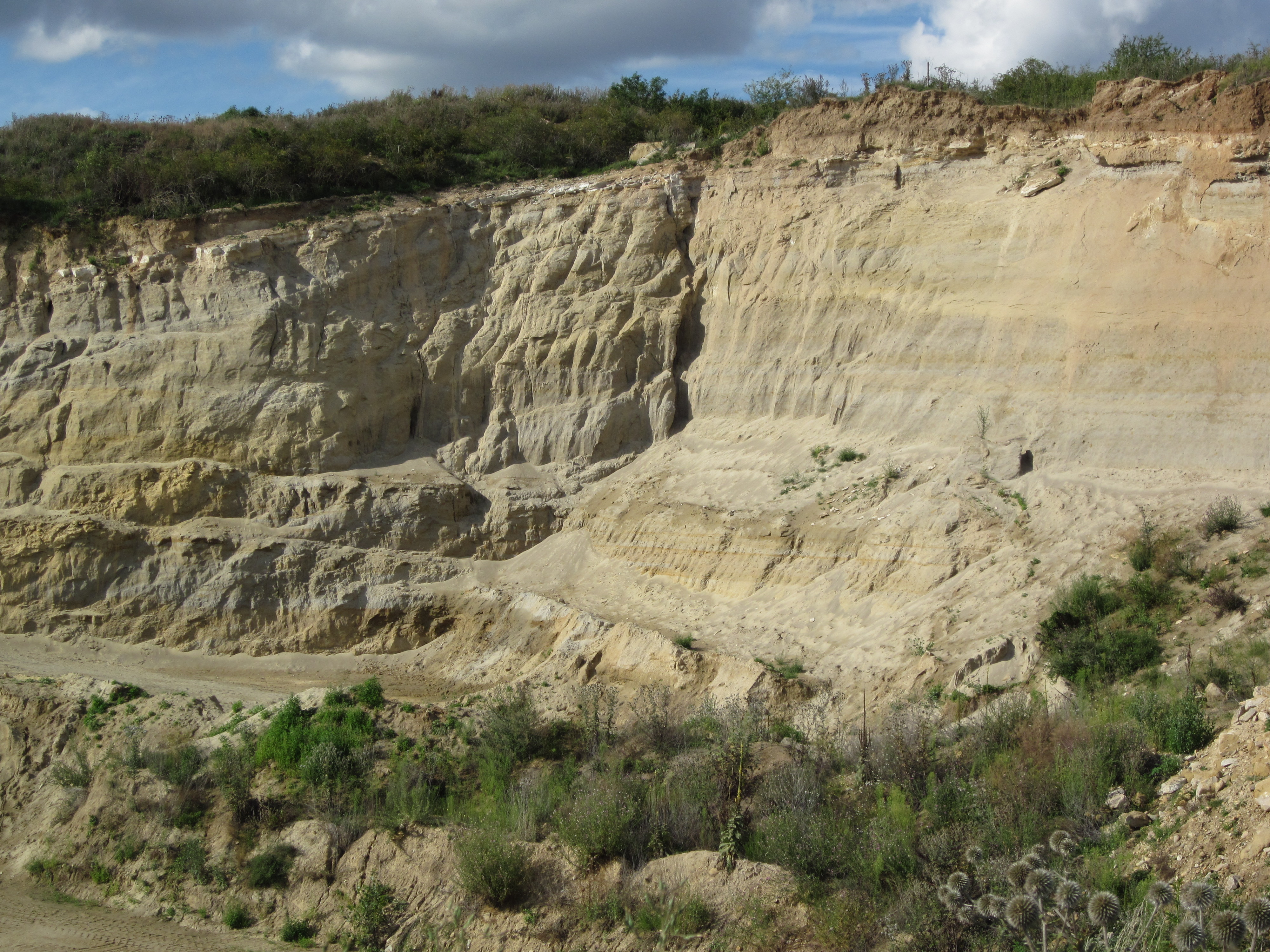
Sandgrube zwischen den Gemeinden Eckelsheim und Wendelsheim mit sandigen und kiesigen Meeresablagerungen der Alzey-Formation (Rupelium, Unter-Oligozän)

Nachdem zur Ablagerungszeit der stellenweise Foraminiferen- und Glaukonitführenden Lymnaeen-Schichten im höheren Eozän und der mittleren Pechelbronner Schichten bzw. der Ebertsheim-Formation im frühesten Oligozän bereits eine schwache marine Beeinflussung im Mainzer Becken bestand (Erste Rupeltransgression), erfolgte im weiteren Verlauf des Rupeliums ein deutlich stärkerer globaler (eustatischer) Anstieg des Meeresspiegels (Zweite Rupeltransgression, oft als Rupeltransgression im engeren Sinne betrachtet). Dabei drang das Meer, wahrscheinlich von Norden über die Hessische Senke direkt bis ins Mainzer Becken vor, wo es an den damaligen Küsten unter anderem gegen die Quarzitfelsen am Südrand des Hunsrück und weiter südlich an Felsen aus Kreuznacher Rhyolith brandete. Das Brandungskliff am Steigerberg am westlichen Ende des Alzey-Niersteiner Horstes zeugt von dieser frühen Phase des Oligozänmeeres. Küstennah wurden zu dieser Zeit die sandigen Schichten der Alzey-Formation (ehemals Meeressand) abgesetzt, in größerer Wassertiefe die tonig-mergeligen bis feinsandigen Schichten der Bodenheim-Formation (ehemals Rupelton, gegliedert in Foraminiferenmergel, Fischschiefer und Oberen Rupelton) und der Stadecken-Formation (ehemals Schleichsand). Der höhere Teil der Stadecken-Formation, der Schleichsandmergel, repräsentiert das Einsetzen der Dritten Rupeltransgression im späten Rupelium.
Über die Hessische Senke und den Oberrheingraben standen die marinen Gewässer des Mainzer Beckens wechselweise mit der damaligen Nordsee bzw. dem Molassemeer oder dem Mittelmeerraum im Süden in Verbindung, am Höhepunkt der Rupel-Transgression sogar für kurze Zeit mit beiden Meeresbereichen gleichzeitig. Die mittlere Jahrestemperatur lag damals bei 18 °C, gegenüber 10,5 °C heute. Das subtropische Meer und seine Uferzonen waren Lebensraum einer vielfältigen Fauna: Im Wasser lebten neben Seekühen, Meeresschildkröten und Krokodilen zahlreiche Haie (z. B. Otodus (Carcharocles) angustidens, Physogaleus), Rochen, Knochenfische und Muscheln. An Land wuchsen Palmen und Lorbeergewächse, und die Makrofauna bestand aus Flamingos, Pelikanen, frühen Nashörnern und Tapiren sowie Anthracotherien („Kohleschweinen“) und Primaten.
Schon zur Ablagerungszeit der Stadecken-Formation süßte der Wasserkörper im Mainzer Becken zunehmend aus und brackische Bedingungen lösten das vollmarine Milieu ab. Diese Entwicklung findet ihren Höhepunkt in den mittleren Schichten der Sulzheim-Formation (frühes Chattium), die auch Süßwasserschichten genannt werden (entsprechen der Jakobsberg-Formation des südlichen Mainzer Beckens, wo die Bezeichnung „Sulzheim-Formation“ teilweise nur für die brackischen Ablagerungen unterhalb der Süßwasserschichten gebraucht wird, die identisch mit dem Cyrenenmergel der älteren Literatur sind). Im oberen Teil der Sulzheim-Formation (sensu lato, entspricht den Unteren Cerithienschichten der traditionellen Nomenklatur, im südlichen Mainzer Becken auch Weisenau-Formation genannt) stellen sich wiederum brackische Verhältnisse ein. Zudem schütten Flüsse vom Nordrand des Beckens (Rheinische Masse) progradierend fächerförmig Sedimente ins Becken, die teilweise sehr grobklastisch ausgebildet sind und als Budenheim-Formation (vormals Milchquarzschotter) bekannt sind. Alle oligozänen Einheiten von der Alzey- und Bodenheim-Formation bis einschließlich der Budenheim- und Sulzheim-Formation werden auch zur Selztal-Gruppe zusammengefasst. Mit Ausnahme der Alzey- und Budenheim-Formation handelt es sich dabei um vorwiegend sehr feinkörnige Sedimente. Die weitgehende Abwesenheit grobkörnigerer Ablagerungen im höheren Rupelium und tieferen Chattium legt nahe, dass die Küstenlinien zu dieser Zeit relativ weit außerhalb der Grenzen des heutigen Mainzer Beckens verliefen und/oder dass das Umland nur geringfügig oberhalb des Meeresspiegels lag. Ferner besonders ist das Vorkommen von kreidezeitlichen und frühtertiären kalkigen Foraminiferen in der Stadecken- und Sulzheim-Formation, die durch Nordtransport entlang des Oberrheingrabens aus dem Alpenraum ins Mainzer Becken gelangt sein dürften.

#### Miozän
Im Gegensatz zu den sandig bis tonig-mergeligen Ablagerungen des Oligozänmeeres kamen noch im jüngeren Chattium (Oberoligozän) und im unteren Miozän (Aquitanium, Burdigalium) überwiegend kalkige und mergelige Ablagerungen zum Absatz, die in weiten Teilen des heutigen Mainzer Beckens oberflächlich anstehen und den Plateaus und Hügeln des Rheinhessischen Hügellandes mit ihrer typischen Kalkflora das Gepräge geben. Die entsprechende Schichtenfolge wird auch als Kalktertiär bezeichnet und lithostratigraphisch zur Mainz-Gruppe zusammengefasst. Die Kalktertiär-Fazies kommt auch im Hanauer Becken, nicht jedoch im Oberrheingraben vor.
Die Mainz-Gruppe wird untergliedert in die noch ins obere Chattium fallende Hochheim-Formation (ehemals Mittlere Cerithienschichten), die teilweise noch ins oberste Oligozän, überwiegend aber ins Aquitanium fallende Oppenheim-Formation (unterer Teil der vormals als Obere Cerithien-Schichten bezeichneten Abfolge), die aquitanische Oberrad-Formation (oberer Teil der vormals als Obere Cerithien-Schichten bezeichneten Abfolge) sowie die burdigalische Rüssingen-Formation (ehemals Inflata-Schichten/Corbicula-Schichten), Wiesbaden-Formation (ehemals Untere Hydrobien-Schichten) und Frankfurt-Formation (ehemals Obere Hydrobien-Schichten). Die oberen Schichten der Wiesbaden-Formation und die Frankfurt-Formation sind hierbei als jüngste Bildungen nur in Form einiger Erosionsrelikte enthalten und kommen im südlichen Mainzer Becken gar nicht vor.
Besonders charakteristisch für das Kalktertiär sind sogenannte Kalkalgenriffe, die insbesondere am Abbruch des Mainzer Beckens zum Oberrheingraben und vor allem in der Hochheim-Formation und im unteren Teil der Oppenheim-Formation als Barriere-Riffe auftreten. In den westlich der Barriere liegenden Bereichen und generell in den jüngeren Formationen des Kalktertiärs dominieren geschichtete Kalk- und Mergelsteine. In sehr flachem Wasser wurden oolithische Kalke gebildet und nahe der Paläo-Küste kamen auch quarzsandführende Kalke und Mergel oder sogar relativ reine Sande zur Ablagerung. Viele der Schichten sind fossilreich und die Abgrenzung der Formationen voneinander erfolgt teilweise anhand des Auftretens bestimmter Fossilien, meist bestimmte Schnecken- und Muschelarten. Änderungen in der Zusammensetzung der aquatischen Fauna zeigen, dass die Salinität im Ablagerungsraum sich im Laufe der Zeit relativ stark änderte, von brackischen Bedingungen bis hin zu moderater Übersalzung. Begünstigt wurden diese Salinitätsschwankungen durch eine zeitweilige Abschnürung des Oberrheingrabens mitsamt dem Mainzer Becken von sowohl der Nordsee als auch den südlichen Meeren.

Links: Karte Rheinhessens mit Kennzeichnung der Ausbisse der Eppelsheim-Formation (Dinotheriensand) und des Verlaufs des Ur-Rheins.
Rechts: Stratigraphische Tabelle mit Formationen des Mittel- und Ober-Miozäns des Mainzer Beckens und benachbarter Tertiärbecken.

Im Burdigalium zieht sich das Meer aus dem Mainzer Becken zurück und die Region liegt seither dauerhaft trocken. Zudem erfahren der Westen und Norden des Beckens seit dem Mittel-Miozän eine moderate Hebung. Infolge dieser Ereignisse und Prozesse wurden die jüngsten Schichten des Kalktertiärs tiefgründig verwittert, verkarstet und teilweise abgetragen. Dabei entstanden sogenannte Bohnerztone, tonige Verwitterungsrückstände der Kalksteine, in denen sich kleine, bohnen- oder nierenförmige Konkretionen aus „Limonit“ bildeten. Allerdings wurde ab dem Mittel-Miozän zumindest in den Flusstälern auch sedimentiert. Die am weitesten verbreiteten Ablagerungen aus dieser Zeit sind die kiesig bis tonigen Schichten der Eppelsheim-Formation (traditionell Dinotheriensand(e)). Sie überspannen den Zeitraum vom Langhium bis zum Tortonium und repräsentieren Ablagerungen des Ur-Rheins. In Teilen des südlichen Mainzer Beckens sind sie durch im Mittel feinkörnigere limnisch-fluviatil gebildete Schichten vertreten, die als Lautersheim-Formation bezeichnet werden. Diese enthalten unter anderem den Weißen Lautersheimer Ton, der im 19. und 20. Jahrhundert in Tagebauen abgebaut und für die Porzellanherstellung genutzt wurde. Möglicherweise ist die Lautersheim-Formation auch etwas jünger als die Eppelsheim-Formation und damit zeitäquivalent der Dorn-Dürkheim-Formation (oberes Tortonium). Letztere ist faziell der Eppelsheim- und Lautersheim-Formation weitgehend ähnlich und gilt als die jüngste miozäne sedimentäre Einheit des Mainzer Beckens. Sie ist jedoch auf die Region um die namensgebende Gemeinde Dorn-Dürkheim beschränkt.

#### Post-Miozän
Im anschließenden Pliozän (vor 5,3–2,6 Millionen Jahren) erfolgten weiterhin sowohl Verwitterung und Abtragung als auch lokale, überwiegend fluviatile Sedimentation. Im Norden des Mainzer Beckens sind relativ grobkörnige Sedimente aus dem Piacenzium (Oberpliozän) überliefert, die nach ihrem Typusfossil Anancus arvernensis – wie Deinotherium ein „Ur-Elefant“ – Arvernensis-Schotter genannt werden. Sie gelten als Ablagerungen des Ur-Mains. Im Süden des Mainzer Beckens ist das Pliozän durch weiße, kaolinreiche Feinsande vertreten, mit linsenförmigen Einschaltungen von Kiesen, groberen Sanden und Tonen. Diese werden Kriegsheimer Sande genannt. Wegen der unsicheren stratigraphischen Zuordnung sind sie in älterer Literatur wahlweise als Weißes Mio-Pliozän oder Weißes Oberpliozän bezeichnet worden.
Auch im Pleistozän (ab 2,6 Mya) dominieren siliziklastische Ablagerungen, von denen die ältesten wiederum nur lokal verbreitet sind. Dazu gehören die plio-pleistozänen Weisenauer Sande und die mittelpleistozänen Mosbach-Sande im Raum Mainz/Wiesbaden sowie die sandigen alt- bis mittelpleistozänen Freinsheim-Schichten im südlichen Mainzer Becken. Sie alle werden als fluviatile Ablagerungen des Rheins interpretiert. Im jüngeren Pleistozän werden die Flusssedimente im Zuge der Anhebung des Mainzer Beckens zunehmend grober. Hierbei bilden sich zudem Flussterrassen heraus. Saale- (Riß-) und insbesondere Weichsel-Kaltzeit (Würm-Kaltzeit) sind durch ausgedehnte Lössablagerungen repräsentiert. Diese überdecken großflächig die tertiären Schichten, erreichen allerdings Mächtigkeiten von meist nicht mehr als 10 Metern. Die Lössabfolge ist durch Bodenbildungshorizonte sowie Ascheablagerungen von Eifel-Vulkanen intern gegliedert. Der jüngste und mächtigste Aschehorizont ist der des Laacher-See-Ausbruchs vor ca. 13.000 Jahren.

## Fossilfauna
Das marine Oligozän ist reich an Fossilien, darunter viele Haizähne. Mit einem über 10 cm langen Zahn eines Hais gelang 2023 in einem Weinberg bei Alzey ein spektakulärer Fund. Das Stück wurde als Otodus (Carcharocles) angustidens bestimmt und ist seit Februar 2024 dauerhaft im Museum der Stadt Alzey ausgestellt.
Die Sedimente des Ur-Rheins enthalten stellenweise die Reste von Tieren und Pflanzen, so dass heute die Flora und Fauna in Rheinhessen in der Zeit vor etwa 10 Millionen Jahren relativ gut rekonstruiert werden kann. Diese als Eppelsheim-Formation (oder traditionell Dinotheriensande) bezeichneten Schichten wurden nach dem Rüsseltier Deinotherium giganteum („Riesiges Schreckenstier“, auch als „Hauerelefant“ bezeichnet, wegen seiner als nach unten gebogene Stoßzähne ausgebildeten Unterkiefer-Schneidezähne) benannt, das bis zu 5 m Schulterhöhe erreichte. Das erste wissenschaftlich beschriebene Fossil dieser Art wurde in der ersten Hälfte des 19. Jahrhunderts bei Eppelsheim gefunden. Das Original befindet sich heute im British Museum of Natural History in London. Originale Abgüsse sind, wie zahlreiche weitere Fossilien des rheinhessischen Tertiärs, im Naturhistorischen Museum in Mainz und dem Museum Wiesbaden zu sehen.
Eine Faunenliste der klassischen Fundstelle Eppelsheim nennt 34 Säugerarten, darunter Hyänen (Ictitherium), Säbelzahnkatzen (Machairodus), Tapire, Urpferdchen (Hippotherium), Nashörner (Aceratherium, Dihoplus), Chalicotherium (das „Krallentier“, ebenfalls ein Unpaarhufer), Rüsseltiere (neben Deinotherium auch Gomphotherium) sowie Hirsche und Antilopen. Weltberühmt wurde der 1820 bei Eppelsheim entdeckte Oberschenkelknochen des Altweltaffen Paidopithex rhenanus. Er gilt als der erste Fund eines ausgestorbenen Vertreters aus der näheren Verwandtschaft der Menschenaffen.

### Allgemein
- Kirsten I. Grimm: Das Tertiär des Mainzer Beckens in der Stratigraphischen Tabelle von Deutschland 2002. Newsletters on Stratigraphy. Bd. 41, Nr. 1–3, 2005, S. 347–350, doi:10.1127/0078-0421/2005/0041-0347
- Peter Schäfer: Sedimentationsgeschichte und Stratigraphie der tertiären Ablagerungen im südlichen Mainzer Becken (Exkursion E am 24. April 2014). Jahresberichte und Mitteilungen des Oberrheinischen Geologischen Vereins, Neue Folge. Bd. 96 (Geologische Exkursionen in der Pfalz und weitere wissenschaftliche Beiträge), 2014, S. 73–104, doi:10.1127/jmogv/96/0005 (alternativer Volltextzugriff: ResearchGate)
- Peter Schäfer: Mainzer Becken – Stratigraphie, Paläontologie, Exkursionen. Sammlung geologischer Führer, Band 79. 2. völlig neu bearbeitete Auflage, Schweizerbart, Stuttgart 2012, ISBN 978-3-443-15092-1
- Peter Schäfer: Tertiär des Mainzer Beckens. S. 200–219 in: Landesamt für Geologie und Bergbau Rheinland-Pfalz (Hrsg.): Geologie von Rheinland-Pfalz. Schweizerbart, Stuttgart 2005, ISBN 3-510-65215-0
- Michael Weidenfeller: Pleistozän des Mainzer Beckens. S. 257–263 in: Landesamt für Geologie und Bergbau Rheinland-Pfalz (Hrsg.): Geologie von Rheinland-Pfalz. Schweizerbart, Stuttgart 2005, ISBN 3-510-65215-0